# Dối tình (phim Thái Lan)
Ngao Jai (tên tiếng Thái: เงาใจ, tên tiếng Việt: Bóng tối trái tim / Dối tình) là bộ phim truyền hình Thái Lan phát sóng vào năm 2015. Bộ phim chiếu trên đài OneHD31 với sự tham gia của Yuthana Puengklarng & Wannarot Sonthichai... Đây là bộ phim đầu tiên Toomtam đóng hai vai sinh đôi cũng như là bộ phim Bi tình song sinh mà cả hai hợp tác trước đó khi Vill cũng đóng vai sinh đôi. Đây cũng là phim đầu tiên của nữ diễn viên Phiyada Akkraseranee với vai trò là nhà sản xuất phim. Phim phát sóng tại Việt Nam trên kênh Giải trí TV - VTVCab1.

## Nội dung
The Thaidee Patmaan Store, trung tâm mua sắm được điều hành bởi gia tộc Wootitam của Khun Wit và con trai nuôi của ông Wathit (Toomtam). Wathit thông minh, tài năng nhưng lại khá cứng rắn và anh mắc bệnh tim nên cần có sự chăm sóc của bác sĩ. Khun Wit rất quan tâm đến sức khỏe của Wathit vì nếu có chuyện xảy ra với anh thì họ sẽ mất sự tín nhiệm từ các cổ đông khác. Là một người có sức hấp dẫn nên rất nhiều cô gái phải lòng anh, trong đó có Kinaree, con gái của Gitjaa, người chăm sóc sức khỏe cho Wathit. Wathit chỉ xem Kinaree là bạn tốt vì người anh thực sự yêu là Maytinee / May (Vill), con gái của Khun Manee, một người họ hàng xa của khun Wit.
Tuy nhiên May đã có bạn trai là Anggoon, một kẻ bề ngoài ra vẻ ngọt ngào chăm chỉ nhưng thật ra là một con người đầy mưu toan và luôn muốn trả thù gia đình Wootitam. Cha của Anggoon từng là giám đốc điều hành của công ty nhưng khi bị khun Wit sa thải thì ông ta qua đời và bỏ lại Anggoon sống với mẹ. Khun Wit và khun Manee cầu xin May kết hôn với Wathit, đổi lại khun Wit sẽ hỗ trợ cho em trai của May đến khi cậu ấy tốt nghiệp đại học (em trai bị vào tù do ẩu đả để bảo vệ Warin). Cô từ chối đề nghị đó vì cô không thể đánh đổi tình yêu vì tiền. Vậy nên khun Wit đã tìm gặp Anggoon và đưa ra đề nghị cho Anggon một vị trí cao trong công ty nếu anh  chịu chia tay với Maytinee. Đương nhiên với cơ hội có thể chống lại gia tộc Wootitam, Anggoon chấp nhận ngay. Anggoon tin rằng khi anh chia tay May thì cô buộc phải kết hôn với Wathit và cô sẽ được thừa hưởng tài sản của Wathit và dù thế nào thì May vẫn luôn yêu anh ta và sẵn sàng tái hôn với anh ta khi có cơ hội.
Ở một nơi yên bình của Ratchaburi, Roothon (Toomtam) đang làm việc trong một nông trai của bạn anh là Jamnong. Root rất ngạc nhiên khi bạn mình cho xem hình đính hôn của Wathit và May vì họ nghĩ Root và Wathi trông rất giống nhau. Khun Raem, mẹ của Root nhìn thấy tấm hình thì rất vui và bắt đầu kể cho anh nghe câu chuyện trong quá khứ. Khun Raem có hai cậu con trai sinh đôi nhưng phải cho Khun Wit một đứa vì bà ấy quá nghèo và Root bây giờ biết mình có một người anh em giống mình như đúc.
Dù trải qua cú sốc ban đầu do bị May từ chối tình cảm, song nhờ có sự giúp đỡ của cha nuôi, Watit cũng cưới được May dù cô chưa thật sự yêu anh. Việc này đã khiến Angkoon nổi giận, tìm cách hãm hại Watit. Cha nuôi của Watit đành bí mật đưa anh đi nơi khác, đồng thời tìm đến Roothon. Sau khi nghe chuyện, Roothon dẫu chưa hết ngỡ ngàng song vẫn quyết định đóng giả Watit, nhằm bảo vệ em trai.
Trớ trêu thay, anh lại bị May thu hút trong thân phận Watit. May dù nhận ra sự khác lạ nơi chồng mình, song càng để ý đến anh, trái tim cô lại càng rung động mà không biết đó là Roothon. Trong khi đó, Angkoon cũng đã nghi ngờ nên bắt đầu theo dõi. Hắn vô tình phát hiện nơi Watit thật đang dưỡng bệnh và một âm mưu hiểm độc khác bắt đầu được lên kế hoạch. Càng về sau, sự thật bị tiết lộ. Maytanee đã bị tổn thương khi biết rằng người cô yêu lúc này không phải là chồng cô.

## Diễn viên
- Yuthana Puengklarng as Watit/Roothon (Rut)
- Wannarot Sonthichai as Maytinee (May)
- Navin Yavapolkul as Angkoon
- Arisara Thongborisut as Kinaree (Naree)
- Natcha Jantapan as Maitree (Mai) - em trai May
- Cherreen Nachjaree as Warin (Rin) - em gái nuôi Roothon
- Natthapong Chartpong as Anuwat (Wat) - bạn Roothon
- Sakaojai Poolsawad as Boodsaban (Bood)
- Wichayanee Pearklin as Tippy - bạn May
- Pisarn Akarasenee as Por Liang Wit - bố nuôi Watit
- Penpak Sirikul as Raem - mẹ Watit/Roothon
- Dilok Thongwattana as Kitja - bố Kinaree
- Savitree Samipak as Manee
- Thanawat Prasitsomporn
- Sira Patrat as Ravee / Chart
- Ampha Phoosit as Khamueng
- Wimolphan Chaleejunghan as Junpeng

Khách mời
- Phiyada Akkraseranee, chồng của Aom (Art Sra Jutharattanakul) và con gái (Nava Patchranant) cũng xuất hiện là khách mời
- Pimmada Boriruksuppakorn as Nucci
- Janesuda Parnto as Prae
- Sompob Benjathikul as bố Angkoon
- Nattapat Nimjirawat as Dylan
- Kreangsak Riantong as Giáo sư Đại học
- Nitidon Pomsuwan as Chính mình
- Thanawat Prasitsomporn (DJ Nui)

## Ca khúc nhạc phim
- ทั้งที่ผิดก็ยังรัก / Tung Tee Pid Gaw Young Ruk - AB Normal
- เงาในหัวใจ / Ngao Nai Hua Jai - Pex Zeal ft. Nuengthida Sophon